# Mesoparopia nitobei
Mesoparopia nitobei är en insektsart som beskrevs av Matsumura 1912. Mesoparopia nitobei ingår i släktet Mesoparopia och familjen dvärgstritar. Inga underarter finns listade i Catalogue of Life.